# Le Mystère du temple hindou
Pour plus de détails, voir Fiche technique et Distribution.
Le Mystère du temple hindou (Il mistero del tempio indiano)  est un film franco-italo-allemand de Mario Camerini sorti en 1963. Il fait suite à Kali Yug, déesse de la vengeance.

## Synopsis
À la fin du XIXe siècle, en Inde, un médecin anglais tente de sauver le petit-fils d'un maharadjah, enlevé par une secte fanatique.

## Fiche technique
- Titre original : Il mistero del tempio indiano
- Titre en français : Le Mystère du temple hindou
- Réalisation : Mario Camerini
- Scénario : Leonardo Benvenuti, Piero De Bernardi, Guy Elmes
- Directeur de la photographie : Aldo Tonti
- Musique : Angelo Francesco Lavagnino
- Montage : Giuliana Attenni
- Sociétés de production : Criterion Productions, Eichberg Film, Serena Film
- Pays :  France,  Italie,  Allemagne de l'Ouest
- Langue originale : Italien
- Genre : Aventures
- Durée : 91 minutes
- Dates de sortie
  -  Italie : 21 novembre 1963
  -  Allemagne de l'Ouest : 28 février 1964
  -  France : 17 juin 1964
- Affiche : Jean Mascii (France)

## Distribution
- Paul Guers (VF : Lui-même) : le docteur Simon Palmer
- Senta Berger (VF : Claire Guibert) : Catherine Talbot
- Lex Barker (VF : Raymond Loyer) : le commandant Ford
- Claudine Auger (VF : Elle-même) : Amrita
- Sergio Fantoni (VF : Gamil Ratib) : Ram Chand
- I. S. Johar (VF : Albert Médina) : Gopal
- Luciano Converso : Kanchan
- Roldano Lupi (VF : Aram Stephan) : le maharadjah
- Klaus Kinski (VF : Serge Sauvion) : Saddhu
- Ian Hunter (VF : Jean-Henri Chambois) : le gouverneur
- Michael Medwin (VF : Pierre Trabaud) : Walsh
- Roland Ménard : le narrateur